# Gerard Wisse
Gerard Wisse (Middelburg, 24 maart 1873 – Doorn, 19 november 1957) was een Nederlandse predikant in de Gereformeerde Kerken in Nederland van 1898 tot 1921 en daarna in de Christelijke Gereformeerde Kerken. Hij was tevens enkele jaren verbonden als docent aan de Theologische Hogeschool van de Christelijke Gereformeerde Kerken te Apeldoorn. Daarnaast legde Wisse de grondslag voor de Spaans Evangelische Zending, die op 1 juli 1950 werd opgericht. De meeste bekendheid verwierf Wisse door zijn geschriften en tijdredenen die in duizendtallen verspreid en aangehoord werden.  

## Biografie
Gerard Wisse werd geboren op 24 maart 1873 in Middelburg. Al jong werd hij geraakt door de prediking van Mattheus Keulemans (1836-1902). In zijn Memoires beschreef Wisse hoe hij op tienjarige leeftijd bad, schreide over zijn zonden en werkzaam was met de doopsbelofte. Hij bestudeerde werken van Hollandse oudvaders zoals Wilhelmus à Brakel, Bernardus Smytegelt en Engelse puriteinen zoals John Bunyan. Geleidelijk groeide bij hem het verlangen om predikant te worden. 
In 1892 begon hij theologie te studeren in Kampen onder Herman Bavinck. Tegelijkertijd volgde hij privélessen bij filosoof Gerard Bolland en onderhield een vriendschappelijke correspondentie met hem. Ondanks hun verschillen zag hij geen bedreiging voor zijn christelijk geloof. Wisse organiseerde filosofiecursussen in Zeist om verschillende filosofische stromingen te bespreken. Hij gebruikte deze bijeenkomsten om het moderne ongeloof te bekritiseren en het christelijk geloof te verdedigen. Zijn apologetisch werk werd gewaardeerd, onder andere door Klaas Schilder tijdens Wisse's tijd als predikant in Kampen.
In 1898 legde Wisse kandidaatsexamen af en diende de Gereformeerde Kerken in Gouda, Leiden, Driebergen, Kampen en Bodegraven. In 1920 verliet hij de Gereformeerde Kerken en sloot zich aan bij de Christelijke Gereformeerde Kerk, waar hij snel een prominente rol kreeg. Hij diende vervolgens de gemeenten Arnhem en Utrecht. 
In juni 1928 werd hij door de synode tot docent aan de Theologische School in Apeldoorn benoemd voor de ambtelijke vakken, apologetiek en wijsbegeerte. 
In 1936 publiceerde Wisse in De Wekker een serie artikelen die later in boekvorm werden uitgegeven: De ambtelijke bediening van den Christus in de gelovigen.
Evenals andere collega’s uit die tijd bestreed Wisse de denkbeelden van de Zwitserse theoloog Karl Barth.  
Wisse was in zijn contacten niet eenkennig, maar vertegenwoordigde wel een duidelijk bevindelijk-gereformeerde lijn. Binnen deze kaders pleitte hij voor verdraagzaamheid. In de strijd om de verbondsleer tussen de Christelijke Gereformeerde Kerken en de Gereformeerde Gemeenten gedurende de jaren dertig wilde hij aanvankelijk geen positie kiezen. Het ging hem vooral om "de praktische beleving". Toch haastte hij zich, toen Kersten zich beriep op een eerder werk van hem, met de verklaring dat hij helemaal niet afweek van de christelijk-gereformeerde lijn. In een uitvoerige uiteenzetting die hij beëindigde met de oproep aan Kersten: "Goed begrepen? Ik zeg hetzelfde als docent De Bruin, ds. Jongeleen en de godzalige "oudvaders". Het zou onjuist zijn als uw lezers den indruk kregen dat in onze kerk hier een pelagiaanse trek zou ingeslopen zijn." Toen zijn kerkverband begin jaren vijftig getroffen werd door interne spanningen, liet de synode op zijn initiatief een kanselboodschap uitgaan. 
In 1936 beëindigde Wisse zijn werk aan de Theologische Hogeschool van Apeldoorn met de reden dat dit was vanwege zijn gezondheid en die van zijn vrouw. Er kunnen echter ook andere redenen zijn geweest. Wisse voelde zich beperkt in zijn vrijheid om in het openbaar te spreken, en zijn pogingen om afstand te nemen van zijn verantwoordelijkheden als hoogleraar leidden tot toenemende irritatie bij zijn collega's. Er waren geruchten dat hij een relatie had met zijn huishoudster. In openbare verklaringen bleven zijn collega's Van der Schuit, Van der Meiden en J.W. Geels waardering voor Wisse uitspreken.
Na zijn docentenloopbaan werkte Wisse nog enkele jaren als predikant in Amsterdam-Oost, hoewel hij in Doorn woonde. Tot zijn emeritaat op 1 juli 1946 was hij predikant in Middelburg, waar hij ook de Tweede Wereldoorlog meemaakte. Zijn houding ten opzichte van de Duitse bezetters riep vragen op. Wisse doorzag het antichristelijke karakter van het nazisme, maar zag in het communisme een nog groter gevaar. De Duitse overheersing zag hij "als een oordeel van God".  

## Politiek en sociaal leven
Wisse was actief op kerkelijk, politiek en sociaal gebied. Hij steunde de Anti-Revolutionaire Partij (ARP), voerde debatten met socialisten zoals Domela Nieuwenhuis en Troelstra, en had connecties met Abraham Kuyper. Kuyper stuurde soms telegrammen naar Wisse met het verzoek om in zijn plaats een debat te voeren. Later sympathiseerde Wisse met de Staatkundig Gereformeerde Partij (SGP). In zijn werk bekritiseerde hij het morele verval van Nederland en waarschuwde tegen verwereldlijking en genotscultuur. Hij had een afkeer van radio en vooral televisie. 
Tijdens de Eerste Wereldoorlog ontpopte hij zich tot tijdredenaar. Wisse zag alle tijdsomstandigheden en gebeurtenissen in het licht van Gods openbaring. Ook vroeg hij aandacht voor deze thematiek in de zondagse prediking en ten gehore van hier gemobiliseerde Nederlandse en Engelse militairen. 
In oktober 1939 hield hij in Rotterdam een tijdrede over De hedendaagse Jodenvervolging in de huidige wereldspanning. Hierin zei hij: "In onze dagen komt in de haat tegen Israël de vijandschap uit tegen de God van de Jood, Die ook onze God is. En daarom kiezen wij in dit conflict de partij voor de jood." In 1933 waarschuwde Wisse tegen het fascisme en nationaalsocialisme. Hij schreef diverse artikelen zoals: Niet het Hakenkruis, maar het Christuskruis.  
Grote bekendheid verwierven zijn tijdredes De zangers aan de glazen zee, en Eén nacht in het logement der duivelen. Enkele weken voor zijn sterven sprak hij in de Koninginnekerk te Rotterdam voor meer dan tweeduizend mensen over de „kunst maan” en het woord uit het Hooglied „schoon gelijk de maan.”  
Op dinsdag 19 november 1957 overleed Wisse tijdens het doornemen van de post.

## Waardering
Voor zijn werk is nog steeds belangstelling. Zo verschenen regelmatig herdrukken van zijn werk en ook wordt over zijn persoon nog gepubliceerd. Ook in Amerika is belangstelling voor Wisse. Twee van zijn werkjes werden in het Engels vertaald waaronder Christus ambtelijke bediening in de gelovige en het boekje Mag ik ten avondmaal gaan?
Het aantal boeken dat Wisse schreef ligt op de 100 waarvan als bekendste De droefheid naar God (1926). In zijn leven hield hij meer dan 10.000 redevoeringen.
In 1993 verscheen een biografie van Wisse geschreven door Joh. de Rijke en deze is getiteld Gerard Wisse, een profetisch prediker. Dit boek beschrijft behalve diens levensgeschiedenis uitvoerig zijn werken. Twee jaar later verscheen een biografie van Wisse geschreven door H. van der Ham getiteld Professor Wisse. Deze beschrijving is meer stichtelijk van aard. Behalve een levensgeschiedenis bevat dit boek ook meditaties van Wisse.  

## Kritiek
Tijdens zijn leven kreeg Wisse ook kritiek ten aanzien van zijn persoonlijkheid en levenswandel. In de periode als hoogleraar ontving hij waardering, maar ook kritiek op zijn functioneren. Zijn eigenzinnige optreden riep spanningen op. In een biografie Een wereld op zichzelf, Prof. Gerard Wisse (1873-1957) werd op basis van schriftelijk bronnenonderzoek en mondelinge overleveringen betoogt "dat het beeld dat Wisse van zichzelf geschapen heeft in zijn Memoires en door eerdere biografen zou zijn overgenomen bijgesteld moet worden." Wisse zou ijdel zijn geweest, zich goed hebben laten betalen, ontrouw geweest zijn en een buitenechtelijk kind verwekt hebben. Op het boek kwam kritiek: "dat de bronnen die Van Driel noemt nogal subjectief gekleurd zijn. Het ontbreekt vaak aan harde bewijzen." De auteur van het boek, historicus Niels Van Driel, verdedigde zich met "mijn boek is niet gebaseerd op losse, zelfgeselecteerde bronnen, maar op alle schriftelijke bronnen waarvan ik het bestaan kon vermoeden: notulen van alle geledingen van (kerkelijke) vergaderingen en eigentijdse correspondentie, hier en daar aangevuld met getuigenverklaringen." Prof. dr. A. Baars vond het uitgangspunt van dit boek over Wisse "legitiem", maar bleef vragen houden bij zaken die werden gepresenteerd als feiten. Hij noemde onderdelen uit het boek "suggestief." "De waarheid komt niet aan het licht, het boek blijft steken in hardnekkige geruchten."

#### Over Wisse geschreven
- Rijke, Joh. de, Gerard Wisse. Een profetisch prediker (1993) ISBN 90-74755-02-X
- Ham, H. van der, Professor Wisse. Aspecten van leven en werk (1995) ISBN 90-6140-327-8
- Driel, C.M. van, Een wereld op zichzelf. Prof. Gerard Wisse (1873-1957) (2020)
- Kranendonk, David H., (vertaling ds. J. van Limbeek) Evenwicht vol levenskracht. Het streven van de hoogleraren J.J. van der Schuit, G. Wisse en L.H. van der Meiden. ISBN 978-9402910872

- Biografisch Portaal: 60090988
- Digitale Bibliotheek voor de Nederlandse Letteren: wiss029
- Gemeinsame Normdatei: 119172631
- International Standard Name Identifier: 0000 0000 4863 3780
- Library of Congress Control Number: no2005043631
- Nederlandse Thesaurus van Auteursnamen: 069059586
- Virtual International Authority File: 27875536
- WorldCat: E39PBJvtf8df44MhVXGHJKYgKd